# 城端駅
城端駅（じょうはなえき）は、富山県南砺市是安にある、西日本旅客鉄道（JR西日本）城端線の駅で同線の終着駅である。第4回中部の駅百選認定駅である。テレビドラマ『最愛』で使用された。

## 歴史

### 年表

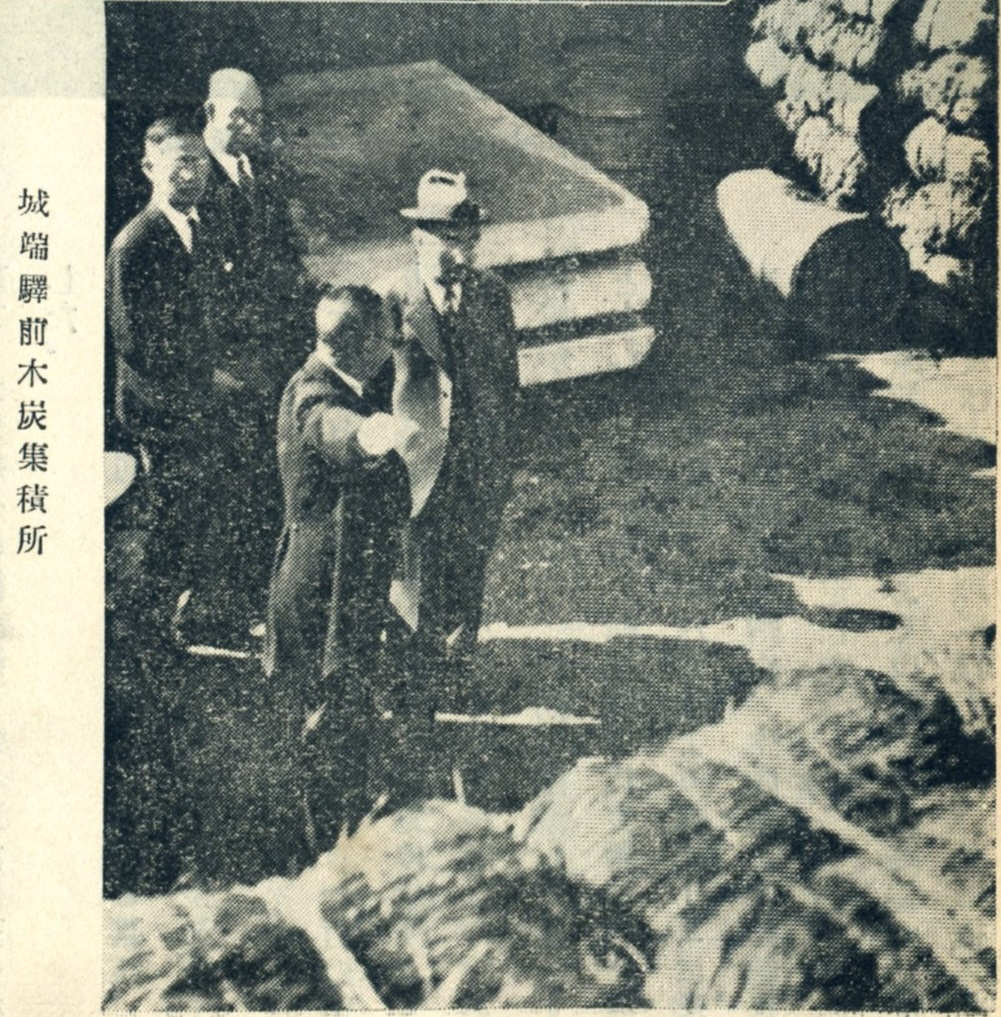
当駅木炭集積場を天覧する昭和天皇（1947年10月）

- 1897年（明治30年）10月31日：中越鉄道が福光駅から延伸し、その終着駅として開業する[1][2][7]。一般駅として旅客、荷物および貨物の取扱を開始[8]。
- 1920年（大正9年）9月1日：中越鉄道の国有化により、鉄道省（国鉄）中越線の駅となり[1]、一般駅として旅客、手荷物、小荷物および大貨物の取扱を開始[9]。
- 1942年（昭和17年）8月1日：中越線の高岡駅 - 当駅間が城端線に改称され[1]、当駅もその所属となる[10]。
- 1947年（昭和22年）10月31日：昭和天皇が当駅に行幸し、構内の木炭集積場を天覧する[11]。
- 1951年（昭和26年）8月10日：当駅 - 福光駅間に越中山田駅が開業する[12]。
- 1953年（昭和28年）7月24日：1935年（昭和10年）1月25日以来無事故にして成績優秀なるを以て、金沢鉄道管理局長より当駅が表彰される[13]。
- 1969年（昭和44年）
  - 5月26日：昭和天皇が当駅より高岡駅に向け発輦する[14]。
  - 10月1日：営業範囲を改正し、手荷物および小荷物の配達取扱を廃止[15]。
- 1970年（昭和45年）10月1日：営業範囲を改正し、旅客、手荷物、小荷物および専用線発着車扱貨物の取扱を開始[16]。
- 1974年（昭和49年）
  - 7月1日：営業範囲を改正し、専用線発着車扱貨物の取扱を廃止[17]。
  - 10月1日：営業範囲を改正し、旅客および荷物を取扱う駅となる[18]。
- 1985年（昭和60年）3月14日：営業範囲を改正し、荷物の取扱を廃止[19]。
- 1986年（昭和61年）4月20日：城端鉄道少年団を結成する[20]。
- 1987年（昭和62年）
  - 3月31日：営業範囲を改正し、荷物（新聞紙に限る）の取扱を開始する[21]。
  - 4月1日：国鉄分割民営化により、JR西日本の駅となる[8]。
- 1994年（平成6年）7月1日：駅務を城端町観光協会に委託し、駅構内に観光案内所を設置する[22]。
- 2016年（平成28年）9月7日：南砺市が当駅駅舎の改修を行う旨を表明する[23]。
- 2019年（平成31年）3月30日：駅舎改修および駅前広場整備事業が完了する[24][25]。
- 時期未定：簡易委託を解除し、無人化〈予定〉[26]。

### 城端駅行幸と全国植樹祭
かつて城端駅は木炭生産地であった東礪波郡平村や同郡上平村からの物資集散の要地であった。1947年（昭和22年）に昭和天皇の行幸を迎えるに当り、富山県の林業関係者の間においてはその視察を仰ぎたいとの要望が高まったので、城端駅における木炭出荷状況の視察が計画され、同年10月31日にこれが実現することとなった。その際、昭和天皇は「樹を植えていますか、樹を植えているだろうね」、「治水のこともあるから、なるべく植林するようにしてくださいね」と発言し、植樹について軫念している様子であったので、富山県知事（当時）の館哲二は急遽関係者と相談の上、婦負郡細入村笹津字古坂において昭和天皇に植樹していただくことにより、林業奨励の紀念とする計画をたて、昭和天皇にその旨を奉伺した。昭和天皇はその計画を聴許したので、戦後初めての天皇による植樹が富山県において実現し、これが契機となって1948年（昭和23年）には東京都青梅、1949年（昭和24年）には神奈川県仙石原において天皇による記念植樹が行われ、1950年（昭和25年）4月には山梨県甲府市において第一回全国植樹行事ならびに国土緑化大会（全国植樹祭の旧称）が開催されるに至ったのである。この由来から富山県は植樹祭発祥の地であるともいわれる。

## 駅構造

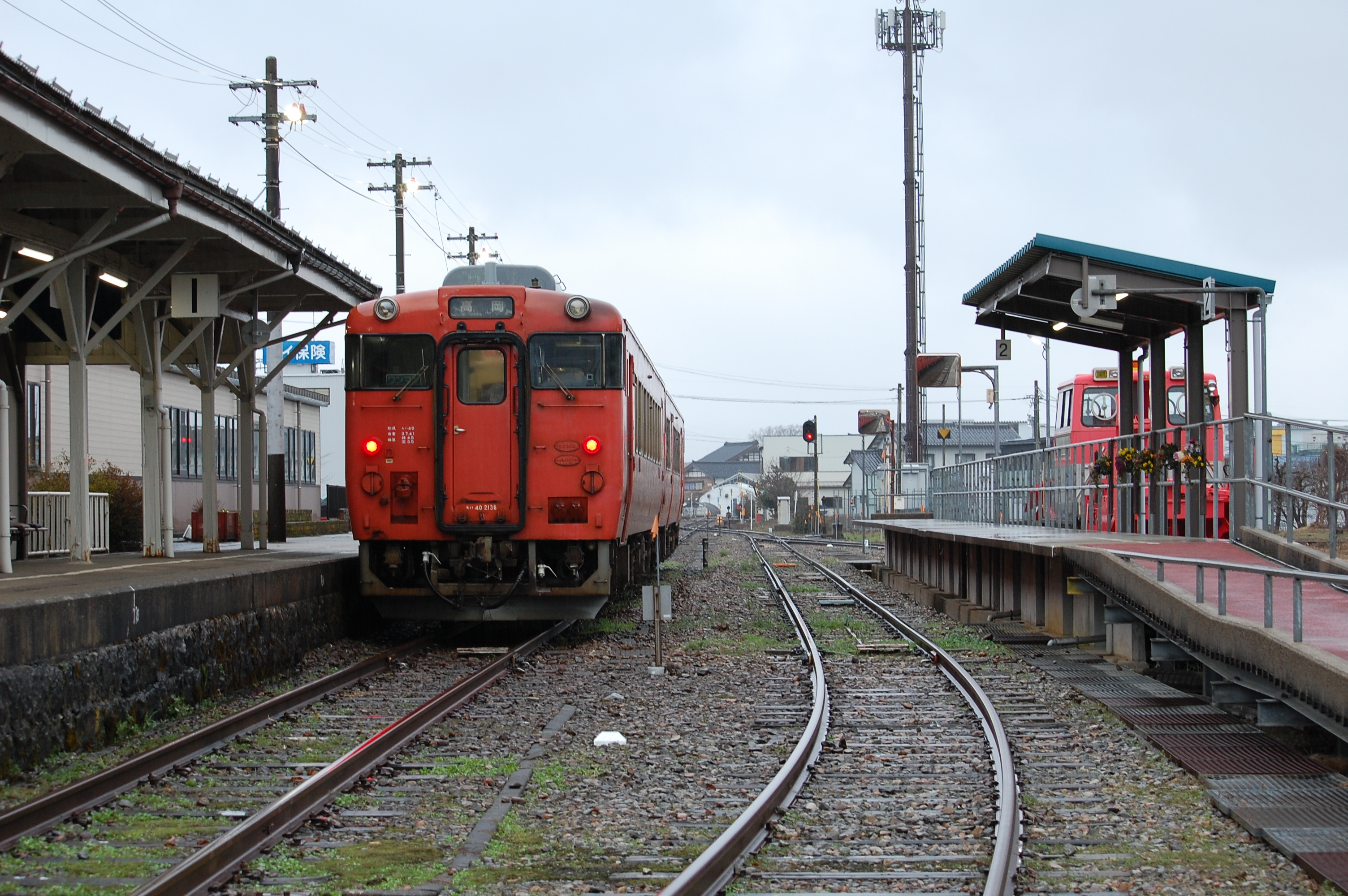
駅構内（2022年3月）

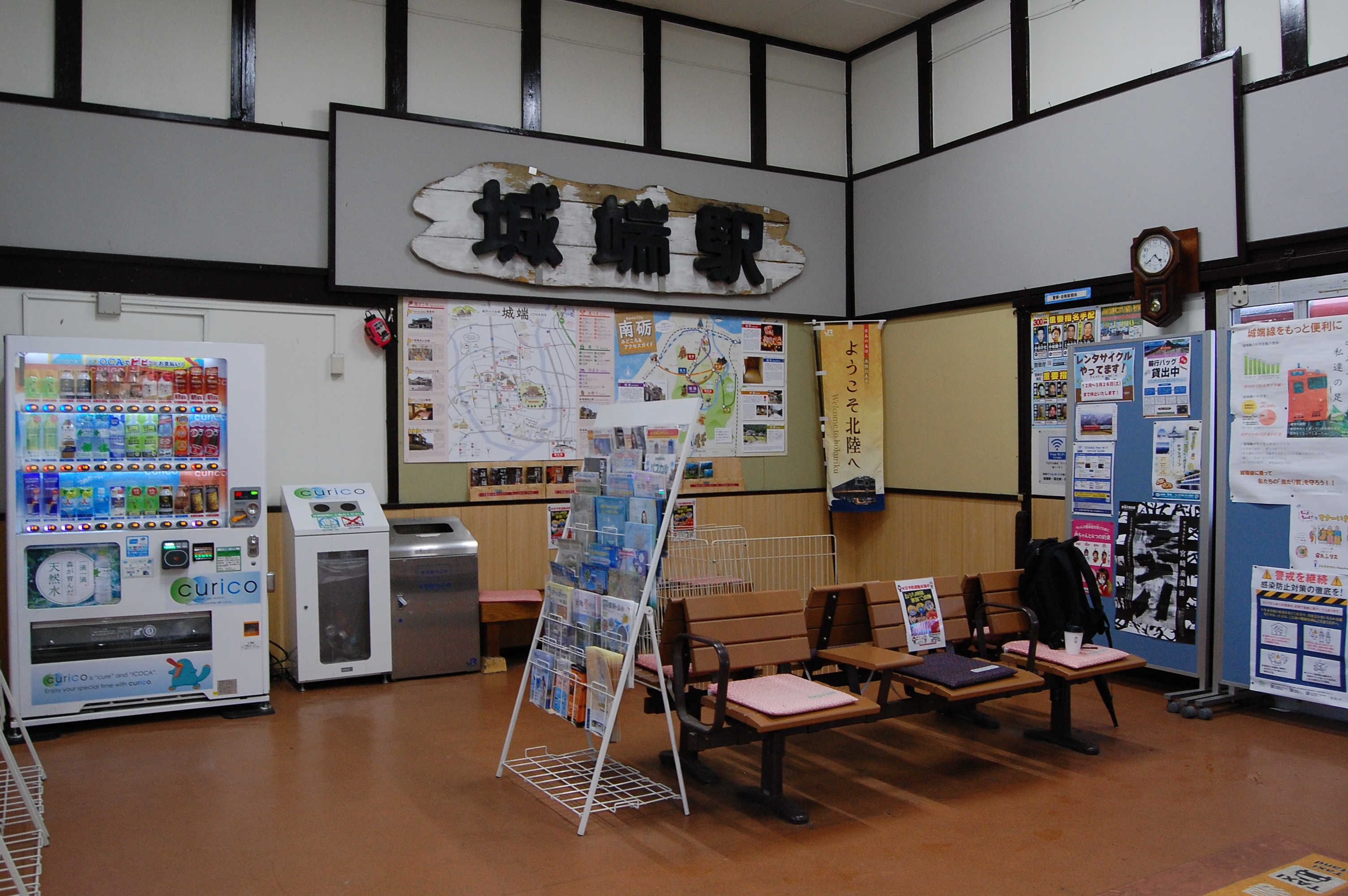
待合室（2022年3月）

相対式ホーム2面2線を持つ地上駅であり、終端部において機回しができる配線となっている。2番のりばへは構内踏切によって連絡する。北陸新幹線ができる前は列車は基本的に1番線使用で、2番線を使用する列車は夜間滞泊を行う早朝の列車と臨時列車のみとなっていた。木造駅舎を有する。駅務は北陸広域鉄道部の管轄下にあるが、窓口業務は簡易委託駅として南砺市観光協会が受託している。
駅構内には蒸気機関車用の転車台（直径13.4m、深さ約90cm）が富山県内で唯一現存している。1900年初頭より蒸気機関車が廃止された1969年まで使用され、廃止後は放置されていたが、2020年4月に有志らにより「城端駅魅力推進団体」が発足し、転車台内の土砂を撤去してその土砂で展望台を整備、さらに内側の石垣を磨き、内部をキバナコスモスの花壇として整備した。2022年4月3日には、北側にある駐車場より転車台までの案内標識と、歴史と昔の写真を紹介する案内板が設置された。
駅舎は木造平屋建桟瓦葺で、開業当時からのものである。中部の駅百選に選ばれた駅の一つであり、2010年（平成22年）1月26日には「とやまの近代歴史百選」に選ばれている。また、2013年（平成25年）冬期の青春18きっぷのポスター写真には当駅が用いられた。駅構内には出札窓口や待合室のほかに城端観光案内所が置かれている。待合室のベンチには南砺福光高校（2022年3月に閉校）の生徒が製作した座布団が設置されていたが、製作する1年生がおらず閉校することから2019年で当駅への寄贈を終了した。城端むぎや祭の際には帰路につく観光客のために当駅ホームにて見送りの演舞が行われる。
また、城端をモデルにしたテレビアニメ『true tears』の放映後、町の印象を書き込みたいという旅行者の要望に応じ、観光協会が交流ノートを設置している。
当駅の海抜が123.4メートルと数字の並びがよいことで知られている。

### のりば
| のりば | 路線    | 行先     |
| ------ | ------- | -------- |
| 1・2   | ■城端線 | 高岡方面 |

## 貨物取扱

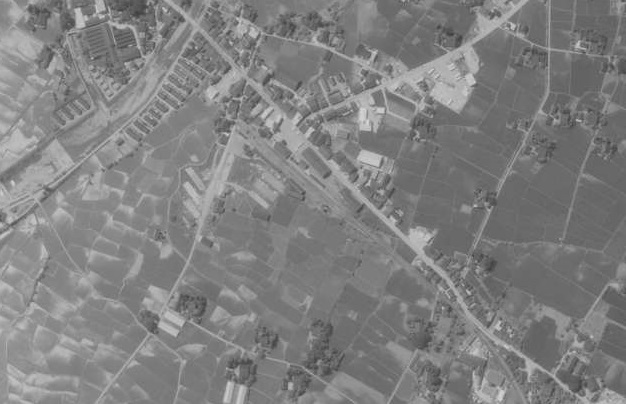
駅周辺（1968年）

当駅における貨物取扱は、1974年（昭和49年）7月1日に廃止された。
1930年（昭和5年）12月5日付『鉄道公報』附録通報「専用線一覧（運輸局）」によると、当駅接続の専用線は次の通りであった。
- 大同電力線（第三者使用：黒川由次郎、動力：省機関車及び手押、作業粁程：0.2粁）

1951年（昭和26年）12月15日付『鉄道公報』第732号通報「専用線一覧について（営業局）」別表によると、当駅接続の専用線は次の通りであった。
- 日本発送電線（第三者使用：日本通運、動力：手押、作業粁程：0.2粁）

1953年（昭和28年）10月10日付『鉄道公報』第1254号通報専用線一覧別表掲載中、当駅接続の専用線は次の通りであった。
- 関西電力線（第三者使用：日本通運、動力：手押、作業粁程：0.2粁）

1970年（昭和45年）10月1日時点における当駅接続の専用線は以下の通りであった。
- 関西電力線（通運事業者：日本通運、動力：手押、作業粁程：0.1粁、総延長粁程：0.2粁、備考：使用休止）

## 利用状況
「富山県統計年鑑」によると、近年の1日平均乗車人員は以下の通り。
| 年度   | 1日平均 乗車人員 |
| ------ | ---------------- |
| 1995年 | 574              |
| 1996年 | 540              |
| 1997年 | 496              |
| 1998年 | 468              |
| 1999年 | 445              |
| 2000年 | 404              |
| 2001年 | 364              |
| 2002年 | 350              |
| 2003年 | 336              |
| 2004年 | 326              |
| 2005年 | 320              |
| 2006年 | 324              |
| 2007年 | 303              |
| 2008年 | 282              |
| 2009年 | 268              |
| 2010年 | 242              |
| 2011年 | 230              |
| 2012年 | 228              |
| 2013年 | 253              |
| 2014年 | 243              |
| 2015年 | 256              |
| 2016年 | 258              |
| 2017年 | 268              |
| 2018年 | 292              |
| 2019年 | 276              |

## 駅周辺
- 愛宕社（神社）
- 国道304号
- 城端橋
- 山田川

## バス路線
加越能バス
- 世界遺産バス - 世界遺産である白川郷・五箇山の合掌造り集落へのバス路線。
- 南砺 - 金沢線

南砺市営バス（なんバス）
城端さくら線以外は土曜休日運休となる。
- 城端東回り線
- 城端西回り線
- 城端井波線
- 南砺中央病院線
- 城端さくら線[52] - この路線のみ毎日運行。

富山地方鉄道
- 高速バス 富山 - 城端線

## 隣の駅
西日本旅客鉄道（JR西日本）
■城端線
越中山田駅 - 城端駅